# Bani Sanus
Bani Sanus (arab. بني صميل; fr. Beni Snous)  – jedna z 53 gmin w prowincji Tilimsan, w Algierii, znajdująca się w południowo-zachodniej części prowincji, około 32 km na południowy zachód od Tilimsan. W 2008 roku gminę zamieszkiwało 11318 osób. Numer statystyczny gminy w Office National des Statistiques d'Algérie to 1317.